# Lloctinent general
El lloctinent general va ser del segle xv al XVIII un oficial reial, representant del rei, durant l'absència d'aquest, en un dels estats patrimonials de la monarquia catalanoaragonesa.
Té l'origen en l'absentisme reial, que arribà a ésser quasi permanent. El càrrec fou institucionalitzat per Ferran II de Catalunya-Aragó des del nomenament, el 1479, del seu cosí, l'infant Enric d'Aragó, com a lloctinent general de Catalunya, i el 1492 Juan de Lanuza ho era del regne d'Aragó. Al Regne de València, el càrrec no s'institucionalitzà de manera permanent fins al 1520, amb Diego de Mendoza y de Lemos, que ho fou nominalment també del Principat de Catalunya. Als regnes de Sicília i de Nàpols prevalgué el nom de virrei, denominació que, des del s. XVI, tendí a substituir arreu la de lloctinent general. Era el magistrat més important del regne. Tingué, en un principi, caràcter permanent, però cessava automàticament si el rei entrava al regne, i tendí a ésser renovat, després, cada trienni. Era assessorat per l'audiència, tenia jurisdicció civil i criminal —per a aquesta darrera necessitava un breu del papa— i mer i mixt imperi. El càrrec recaigué en una alta personalitat civil o eclesiàstica, inicialment del país, però que, des de la segona meitat del s. XVI, fou primordialment castellana. Des del 1512, al Principat de Catalunya, li fou adherit també el càrrec de capità general. A Mallorca, a causa de les atribucions especials de què gaudia el governador general, aquest prengué també, des del s. XVI, el nom de lloctinent general o virrei. Al s. XVII, la institució fou respectada durant l'ocupació francesa del Principat de Catalunya (1641-52 i 1697-98) i coexistiren, així, dos lloctinents generals, nomenats, respectivament, pel rei de França i pel de Castella. El càrrec fou suprimit pels decrets de Nova Planta. Només subsistí a Sardenya sota el govern dels Àustries (fins al 1720) i dels Savoia (fins al 1847).

## El lloctinent al Principat de Catalunya
El Lloctinent o Virrei de Catalunya era el representant del rei al Principat durant els segles XV, XVI i XVII. La figura consolidada del Lloctinent general es donà sobretot els segles XVI i XVII.

## El lloctinent en el Regne de Mallorca
A Mallorca l'origen d'aquest càrrec es remunta a l'octubre de 1230 quan Jaume I designà com a lloctinent Bernat de Santa Eugènia amb el títol de gerentis locum domini regis in civitate et regno Maioricarum. El govern d'aquest sols va durar un any i fou substituït per l'aragonès Assalit de Gudal. La primera regulació orgànica de la lloctinència es produí quan Jaume II de Mallorca recuperà el seu regne arran del tractat d'Anagni. El monarca llavors nomenà lloctinent de totes les Balears Pere de Fenollet. Aquest sistema es va interrompre quan Pere el Cerimoniós nomenà Arnau d'Erill governador de Mallorca. El sistema de lloctinència fou recuperat a la segona meitat del segle xv, durant la Guerra Civil Catalana. El 1469 fou lloctinent Francesc Berenguer de Blanes.

## El Lloctinent general al Regne de València
El Lloctinent General del Regne de València era la més alta magistratura de la Corona al Regne de València, una mena d'alter ego del rei, qui el nomenava entre els membres de la família reial, primer, i més tard, entre els membres de l'alta noblesa.